# Теурі (острів)
Острів Теурі (天 売 島 Теурі-тō) - острів у Японському морі 30 км на захід від порту Хаборо в Хаборо, округ Томамае, в субпрефектурі Румой в Хоккайдо . Острів разом із сусіднім островом Ягісірі на його східній стороні належить містечку Хаборо в субпрефектурі Румой. Острів має площу 5,5 квадратних кілометрів (2,1 кв. Милі), з 12 км берегової лінії, а населення станом на 31 березня 2008 року, становить 317 людини. Кажуть, що назва острова походить від мови айну, де цю назву можна було інтерпретувати як "риба назад" або "нога".

## Огляд[2]
Скелі вздовж північно-західне узбережжя острова служать живильним середовищем для Кайра тонкодзьобого, дзьоборіга, чистуна охотського, японського баклана і тихоокеанської чайки . З цієї причини 8 серпня 1939 р. Острів Теурі був призначений пам’яткою природи і тепер відомий як „місце розмноження морських птахів на острові Теурі”.  Острів визнаний міжнародною організацією BirdLife International важливим районом для колоній морських птахів.  31 березня 1982 року острів Теурі був визначений частиною районів охорони дикої природи в Японії. У місті Хаборо з метою захисту дикої природи, наприклад морських птахів, з квітня 2012 року вживаються заходи щодо контролю над збільшенням місцевої популяції бездомних котів.
В даний час острів Теурі - це острів, покритий зеленню, але з часів періоду Мейдзі більша частина лісу на острові була втрачена внаслідок поселенців та частого виникнення лісових пожеж. Після Другої світової війни Хоккайдо розпочав проект відновлення земель з метою заліснення острова від попередньої шкоди. В умовах суворого природного середовища на острові проект відновлення земель  зазнав певних труднощів, але результат нарешті з’явився 1 серпня 1990 року. Зараз острів призначений як частина квазі-національного парку Шоканбетцу-Теурі-Ягісірі, як одне з найважливіших визначних пам'яток Японії. 

## Транспорт
Порт Теурі 
- Паром Хаборо Енкай
- Хаборо-Ягісірі-Теурі (швидкісне плавання займає близько години, а на поромі - годину тридцять п’ять хвилин)
- Yagishiri-Teuri (швидкісне плавання займає близько п'ятнадцяти хвилин, а на поромі - двадцять п'ять хвилин)

Дорога 548 префектури Хоккайдо - загальна дорога для острова Теурі, яка перетворилася на форму 6.

## Визначні пам'ятки[8]
- Обсерваторія Каннонзакі
- Обсерваторія Акавай
- Обсерваторія морських птахів
- Чидорігаура